# Mariä Himmelfahrt (Neuenhaus)

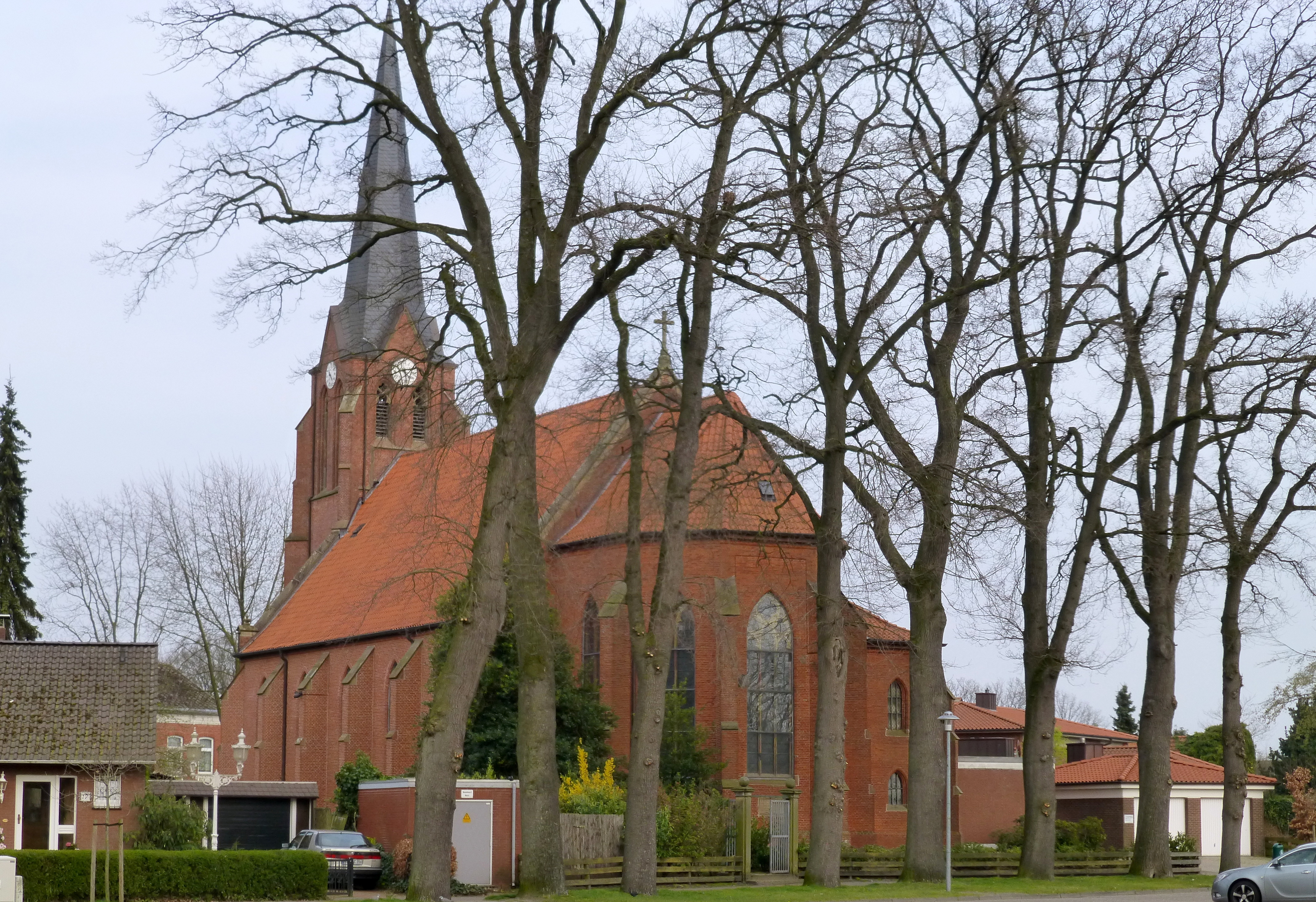
Mariä Himmelfahrt

Die römisch-katholische, denkmalgeschützte Pfarrkirche Mariä Himmelfahrt steht in Neuenhaus, einer Stadt im Landkreis Grafschaft Bentheim von Niedersachsen. Die Kirchengemeinde gehört zum Dekanat Grafschaft Bentheim des Bistums Osnabrück.

## Beschreibung
Die neugotische Hallenkirche wurde 1863/65 nach einem Entwurf von Johann Bernhard Hensen gebaut. Das mit einem Satteldach bedeckte Langhaus hat fünf Achsen, der eingezogene Chor hat einen dreiseitigen Abschluss, der Kirchturm trägt einen achtseitigen schiefergedeckten spitzen Helm. Alle Wände werden von Strebepfeilern gestützt, zwischen denen des Langhauses und des Chors befinden sich hohe spitzbogige Fenster. Die Kirchenschiffe sind von einem Kreuzrippengewölbe überspannt. 
Der Hochaltar, die Kanzel und die Statue der Muttergottes gehören zur Kirchenausstattung der Bauzeit, ebenso die 14 Kreuzwegstationen. Der Herz-Jesu-Altar entstammt dem Kloster Frenswegen. 
Die Orgel mit 17 Registern, verteilt auf zwei Manuale und ein Pedal, wurde 1860 von Halmshaw & Sons in Birmingham gebaut. Sie wurde 1998 von Orgelrestaurator Fokke Rinke Feenstra, der sie erworben hatte und restaurierte, in der Kirche Mariä Himmelfahrt aufgestellt.